# Division de Faisalabad
La division de Faisalabad (en ourdou : فیصل آباد ڈویژن) est une subdivision administrative du centre de la province du Pendjab au Pakistan. Elle compte près de 14,2 millions d'habitants en 2017, et sa capitale est Faisalabad.
Comme l'ensemble des divisions pakistanaises, la subdivision a été abrogée en 2000 avant d'être rétablie en 2008.
La division regroupe les districts suivant :
- district de Chiniot
- district de Faisalabad
- district de Jhang
- district de Toba Tek Singh